# Caralis (incrociatore ausiliario)
Il Caralis è stato un incrociatore ausiliario della Regia Marina, già motonave passeggeri italiana.

## Storia

5 dicembre 1928: il varo del Caralis. Madrina del varo fu la contessa Eleonora Pala Bonasi.

Costruita nei cantieri Ansaldo di Sestri Ponente tra il novembre 1927 ed il marzo 1929 per la Compagnia Italiana Transatlantica (CITRA), l'unità, così come le gemelle Olbia e Deffenu, era una motonave passeggeri da 3510 (per altre fonti 3700) tonnellate di stazza lorda. Due motori Diesel prodotti dalla ditta Franco Tosi di Legnano (altre fonti parlano di 3 motori diesel MAN e 3 eliche), della potenza di 4100 CV (3000 HP asse) azionavano due eliche, consentendo una velocità di crociera di 14, nodi ed una massima di 15,6 (per altre fonti 16). Originariamente il Caralis era impiegato come “postale” nei collegamenti con la Sardegna.
Nel marzo 1932 la CITRA si fuse con la Florio-Società Italiana di Navigazione formando la «Tirrenia Flotte Riunite Florio-Citra», che il 21 dicembre 1936, a seguito dell'unione con altre compagnie minori, formò la Tirrenia Società Anonima di Navigazione. Il Caralis seguì i mutamenti delle società armatoriali, venendo iscritto, con matricola 400, al Compartimento marittimo di Napoli.
Come molte altre unità costruite per società statali, la nave era stata progettata per poter essere convertita, all'occorrenza, in incrociatore ausiliario (fin dal varo erano state infatti installate piattaforme per cannoni). Essa rispondeva alle caratteristiche prescritte per tale impiego: tonnellaggio contenuto ma comunque sufficiente da consentire la navigazione d'altura senza problemi, velocità intorno ai 15 nodi e possibilità di essere impiegata in missioni veloci di trasporto.
Il 20 maggio 1940, qualche settimana prima dell'ingresso dell'Italia nella seconda guerra mondiale, il Caralis venne requisito dalla Regia Marina a Napoli ed iscritto nel ruolo del naviglio ausiliario dello Stato come incrociatore ausiliario, con matricola D 8. Armato con due cannoni da 120/45 mm e sei mitragliere da 13,2 mm, il Caralis venne inizialmente assegnato, quale posamine, al Gruppo Navi Ausiliarie Dipartimentali del Comando Militare Marittimo «Sardegna», di base a La Maddalena. In seguito la nave venne destinata principalmente a compiti di scorta ai convogli.

Nel corso del secondo conflitto mondiale l'incrociatore ausiliario svolse complessivamente 393 missioni di guerra (332 di scorta, una di posa di mine, 14 di trasporto), risultando la più attiva unità di questo tipo.

Una cartolina pubblicitaria del Caralis.

Tra il 6 giugno ed il 17 luglio 1940 il Caralis, insieme al Deffenu, ai posamine Durazzo e Pelagosa ed alle vecchie torpediniere Papa, Cascino, Chinotto e Montanari, partecipò alla posa di trenta campi minati (dodici dei quali antisommergibile) al largo delle coste sarde, per un totale di 2196 mine.
Il 15 dicembre 1940 l'incrociatore ausiliario lasciò Taranto alla volta di Augusta, di scorta alla grossa motonave cisterna Bonzo. Alle 22.40 (ora inglese) del 15 dicembre il Caralis venne avvistato, a circa 9150 metri di distanza e con rotta 180°, e si avvicinò per attaccare, ma venne lasciato a poppavia della nave in seguito ad un'ampia virata a dritta di quest'ultima. Alle 23.30 il Truant manovrò per seguire l'incrociatore ausiliario, ma alle 00.30 il comandante del sommergibile si rese conto che la nave che seguiva il Caralis, e che aveva scambiato per un cacciatorpediniere, era una nave cisterna (la Bonzo): mutato bersaglio, all'1.26 il Truant lanciò tre siluri contro tale nave, da 1800 metri. Una delle armi si rivelò difettosa, una mancò la petroliera passandole a prua, la terza la colpì a prua. All'1.28 il sommergibile lanciò altri due siluri, da poca distanza: colpita da entrambe le armi (alle 2.35 ora italiana), la Bonzo affondò in un minuto in posizione 38°28' N e 16°44' E (circa 6 miglia per 82°, ovvero ad est, da Punta Stilo). All'1.40 il Caralis si mise in contatto con Taranto.

Il Caralis in servizio negli anni Trenta, con i colori della Tirrenia.

Il Caralis fotografato a Civitavecchia, in servizio come incrociatore ausiliario.

Fra il 26 ed il 28 gennaio 1941 il convoglio che l'incrociatore ausiliario stava scortando verso Tripoli (procedendo lungo la rotta più occidentale, passando nei pressi delle secche di Kerkennah), denominato appunto «Caralis» e formato dai piroscafi tedeschi Duisburg e Ingo, fu il primo ad essere bersaglio di attacchi combinati di aerei e sommergibili. Tale convoglio era partito da Napoli il 25 gennaio scortato dal piccolo incrociatore ausiliario Lago Tana, e, dopo una sosta a Palermo, ne era ripartito alle sette del mattino del 26 gennaio (con arrivo a Tripoli previsto per le nove del 28): a Trapani il Lago Tana era stato sostituito dal Caralis. Alle 23.40 del 26 gennaio (ora inglese: 1.30 del 27) vi fu un primo attacco subacqueo al largo di Capo Bon, ad opera del sommergibile britannico Upholder: i siluri, diretti contro i due piroscafi tedeschi, poterono essere evitati grazie a pronta contromanovra, ma l'incrociatore ausiliario, per non lasciare i due trasporti indifesi, non poté contrattaccare. Verso mezzogiorno del 27 il convoglio fu avvistato da un idroricognitore Short S.25 Sunderland che continuò poi a seguirlo, tenendosi distante, sinché, alle 15.50, le navi vennero attaccate da cinque aerosiluranti Fairey Swordfish dell'830° Squadron della Fleet Air Arm e da due caccia: il Caralis riuscì a danneggiare uno dei velivoli, ma l'Ingo fu affondato da un siluro alle 15.55 nel punto 34°27' N e 14°11' E, al largo di Capo Bon.

Un’altra immagine del Caralis dopo la trasformazione in incrociatore ausiliario.

Terminato l'attacco, le due navi, raggiunte dalla torpediniera Orione, che partecipò ai soccorsi, trassero in salvo i naufraghi dell'Ingo e ripresero la navigazione, ma il 28 maggio, alle 4.30, il Duisburg fu silurato dall'Upholder tra Zuara e Capo Bon (venti miglia a nord di Tripoli) e subì gravi danni, ma, assistito dall'Orione, poté essere preso a rimorchio dal Caralis (per altra fonte da un rimorchiatore appositamente inviato) e giungere in porto.
Il 16 maggio 1941 il Caralis entrò in collisione con il panfilo Alice, che rimase danneggiato.
Il 28 maggio 1943, durante un pesante bombardamento aereo su Livorno ad opera di 92 velivoli (su 100 decollati) della 12ª USAAF (con obiettivo il porto, le raffinerie e lo scalo ferroviario, ma che colpì anche la città provocando 294 vittime civili), iniziato alle 11.30 e concluso alle 12.26, il Caralis, che aveva a bordo 180 tonnellate di esplosivi e munizioni, venne colpito da bombe ed incendiato. Diverse ore dopo la fine dell'attacco, a sera, le fiamme, che stavano divorando i locali interni della nave, raggiunsero i depositi munizioni dell'incrociatore ausiliario: il Caralis eruppe in una violentissima esplosione, che proiettò schegge per centinaia di metri in ogni direzione, dalla Stazione Marittima ai cantieri, provocando danni (secondo alcune fonti fu proprio l'esplosione del Caralis, più delle bombe, a provocare i maggiori danni alle strutture portuali) e vittime (un ciclista venne decapitato da una scheggia).
Il relitto della nave venne successivamente recuperato e smantellato.

## Galleria d'immagini

Un’altra immagine del varo del Caralis.
La nave subito dopo il varo.
Il Caralis (a sinistra) ed il Deffenu (a destra) ormeggiati ai due lati della stessa banchina di Civitavecchia, negli anni Trenta.
Le tre navi gemelle Olbia (a sinistra), Deffenu (al centro) e Caralis (a destra) a Civitavecchia.
Il Caralis, in secondo piano, e la gemella Olbia a Civitavecchia con i colori della CITRA.